# Giosuè Carducci
Giosuè Carducci, född 27 juli 1835 i Val di Castello utanför Pisa, död 16 februari 1907 i Bologna, var en italiensk poet och professor. Han mottog Nobelpriset i litteratur 1906, två månader före sin död.

## Biografi
Från 1860 var Carducci professor i litteratur vid universitetet i Bologna. Vid sidan av sina skönlitterära verk har han även publicerat litteraturvetenskap. Han efterträddes som professor av sin student, poeten Giovanni Pascoli.
Han satt även en period i den italienska senaten samt i representanthuset åren innan sin död 1907, endast några månader efter att han tilldelats Nobelpriset i litteratur.

## Författarskap
Carducci levde i en tid då Italien var en ny statsbildning och han kämpade för ett fritt land, både som litterär inspiratör och aktiv politiker. I Inno a Satana (Hymnen till Satan övers. i Finsk tidskrift 1894) hyllar han den Satan som står för den fria tanken och revolutionen; uppfinningarna och modernitetens Satan. Författarskapet är präglat av patriotism. Hans poesi var starkt inspirerad av äldre italiensk och romersk litteratur, med författare som Vergilius, Dante, Tasso och Alfieri. 

## Eftermäle
Till Carduccis ära har nedslagskratern Carducci på planeten Merkurius uppkallats efter honom.

### Skönlitteratur
- Rime, 1857
- Juvenilia, 1863
- Inno a Satana 1865
- Levia Gravia, 1865
- Decenalia, 1871
- Nuove poesie, 1873
- Giambi ed epodi, 1882
- Odi Barbare, 1877, 1882 och 1889
- Rime e Ritmi, 1901

### Facklitteratur (i urval)
- Studi letterati, 1874
- Bozetti critici e discorsi letterari, 1876

### Verk i svensk översättning
- Valda dikter / bemyndigad öfversättning från italienskan jämte en lefnadsteckning af författaren af Aline Pipping. Stockholm: Bonnier. 1894. Libris 7j301vgg5wjfsvl1. http://urn.kb.se/resolve?urn=urn:nbn:se:alvin:portal:record-183777